# (5010) Amenemhêt
(5010) Amenemhêt ist ein Asteroid des Hauptgürtels, der am 24. September 1960 von dem niederländischen Astronomenehepaar Cornelis Johannes van Houten und Ingrid van Houten-Groeneveld entdeckt wurde. Die Entdeckung geschah im Rahmen des Palomar-Leiden-Surveys, bei dem von Tom Gehrels mit dem 120-cm-Oschin-Schmidt-Teleskop des Palomar-Observatoriums (IAU-Code 675) aufgenommene Feldplatten an der Universität Leiden durchmustert wurden.
Benannt wurde er am 1. September 1993 nach dem altägyptischen Pharao der 12. Dynastie (Mittleres Reich) Amenemhet III., der etwa von 1842 bis 1795 v. Chr. regierte. Er regulierte die Wasserzufuhr in den „Moeris-See“ und schuf dadurch neue Flächen für die Landwirtschaft. Die von ihm erbaute Schwarze Pyramide in Dahschur erwies sich bald als baufällig, sodass er eine zweite Pyramide in Hawara als Grabstätte für sich errichten ließ.